# Skipton
Skipton – miasto i civil parish w Wielkiej Brytanii, w Anglii, w hrabstwie North Yorkshire, w dystrykcie (unitary authority) North Yorkshire. W 2011 roku civil parish liczyła 14 623 mieszkańców. Skipton jest wspomniana w Domesday Book (1086) jako Scipton/Sciptone.